# 17408 Макадамс
17408 Макадамс (17408 McAdams) — астероїд головного поясу, відкритий 19 жовтня 1987 року.
Тіссеранів параметр щодо Юпітера — 3,841.